# لايتي الجنوبية
محافظة لايتي الجنوبية (بالويناراي (لغة سمر ولايتي البيسايا): Salatan nga Leyte) هي احدي محافظات بيسايا الشرقية بالفلبين.
في 17 فبراير 2006 حدثت عدة انزلاقات طينية بسبب أمطار غزيرة، قدرها نحو 200 سم بالإضافة إلى زلزال طفيف دمر على الأقل بلدة وعدة مباني. أكثر من 1500 نسمة قضوا نحبهم مدفونين في الطين، وما زال المئات في عداد المفقودين.